# Nanophyidae
Nanophyidae es una familia de insectos de Polyphaga en el orden Coleoptera (escarabajos).
Entre los géneros que incluye se cuentan:
- Amphibolocorynus
- Corimalia
- Ctenomerus
- Diacritus
- Hexatmetus
- Nanodactylus
- Nanodes
- Nanophyes
- Phoroctenus
- Prionopus
- Pseudorobitis
- Pseudotychius
- Sphaerula
- Zeugonyx